# I misteri di Osiride - Il grande segreto
Il grande segreto (Le Grand Secret) è il quarto e ultimo libro della serie I misteri di Osiride, serie scritta da Christian Jacq. È uscito in Francia nel 2004, mentre in Italia ha avuto una prima edizione nel 2004 tramite il Corriere della Sera, e una seconda, Lo scriba di Osiride, nel 2019 grazie alla Tre60.

## Trama
Con la Nubia di nuovo in pace e l'Albero della Vita che sembra rinato, il giovane e coraggioso scriba Iker è stato nominato principe e guardiano del sigillo reale dal faraone Sesostri, ed è ora ammesso nel cerchio di Abido, la Grande Terra, dove si trova l'Albero della Vita, il luogo dove si celebreranno i Misteri di Osiride, dove Iside e il suo maestro, il Calvo, provvedono ad addestrare Iker per divenire il nuovo Osiride. L'Annunciatore, il più terribile nemico del Regno, si nasconde però proprio nel cuore di Abido sotto le mentite spoglie di un sacerdote di nome Asher, con l'obiettivo di uccidere Iker e colpire così il faraone al cuore approfittando di un suo momento di debolezza; mettendo fine al miracolo della resurrezione di Osiride, egli potrà infatti impossessarsi della terra dei faraoni e diffondere la sua folle dottrina. A tale scopo, il mago si serve ancora dei suoi alleati, tra cui il Libanese, Shab lo Storpio, Medes, la sua anima dannata Gergu e il sacerdote permanente Bega, e ha aiutato Bina, catturata dagli egiziani, a fingersi redenta per inimicarsi Iker e renderlo vulnerabile, contando sul fatto che egli diverrà il nuovo Osiride, senza il quale i Misteri non potranno essere celebrati. Intanto Sekari sfugge a un tentativo di assassinio, mentre Sobek il protettore ne viene colpito fino a quasi perdere la vita; la colpa dell'attentato sarà data a Sehotep, che riesce però a dimostrare la sua innocenza. Anche il vecchio generale Nesmontu rimane ferito in un attentato, ma riesce a sopravvivere e convince Sekari, che era con lui, a fare credere ai ribelli che sia davvero morto; muore invece Khnumhotep, il visir del faraone, e al suo posto viene nominato Sobek il protettore, anche se quest'ultimo è ancora ferito gravemente. Ma il culmine viene raggiunto quando Iker, avvelenato, muore di fronte agli occhi soddisfatti di Gergu, Shab, Bina e l'Annunciatore.
Iside propone disperata una sepoltura degna di un principe, e il suo cadavere viene quindi inumato e mummificato, ma poco dopo, l'Annunciatore fa scoprire, profanare e tagliare il suo cadavere in vari pezzi, ora sparpagliati per tutto l'Egitto, e ruba persino un vaso, che contiene la linfa di Osiride, fonte della vita. E così, mentre il faraone Sesostri ristabilisce parte delle difese del circolo di Abido, Iside si mette in viaggio per recuperare il vaso e i pezzi della salma di Iker, in una corsa contro il tempo prima che arrivi il mese di Khoiak, dove si svolgeranno i Misteri di Osiride. Dirigendosi in tutti i nomi dell'Alto e del Basso Egitto Iside, affiancata da Sekari, anche lui distrutto dalla morte di Iker, recupera il vaso e, uno dopo l'altro, tutti i pezzi della salma di Iker, nonostante i mille pericoli che vi trova.
Tornata ad Abido, Iside ricompone la salma di Iker e ne inizia la resurrezione, appena in tempo per l'inizio del mese di Khoiak, dopo si svolgeranno i misteri di Osiride. Intanto, dopo che il dottor Gua riesce a carpire l'animo di Medes grazie alle cure date alla moglie, Gergu, Medes e il Libanese vengono presi dalle forze di Sobek il protettore, ma rinnegano l'Annunciatore e vengono quindi bruciati dal marchio della testa di Seth che portano addosso. Bina viene intanto a sapere di una certa Neith, amica di Iside che l'Annunciatore ha sedotto, contando di farne una sua serva per colpire ancora il cerchio di Abido. Questo, però, instilla invidia nel cuore di Bina, che ama l'Annunciatore e non permetterebbe a niente e nessuno di portaglielo via, mentre l'Annunciatore inizia sempre più a trascurarla a favore di Nefti, soprattutto adesso che Bina ha perso la sua capacità di trasformarsi in leonessa. Tale situazione raggiunge l'apice quando l'Annunciatore bacia Neith, e Bina, furiosa, tenta di ucciderla, ma muore per mano di Shab, che credeva intendesse uccidere invece l'Annunciatore. Neith ne approfitta per scappare e Shab, nel tentativo di riprenderla, viene ucciso da Sekari, il quale si unisce in seguito a Iside che veglia su Iker nella Dimora dell'Oro, ad Abido. Bega raggiunge Sekari nel tentativo di uccidere i tre, e mette fuori gioco il giovane, ma viene ucciso dall'asino Vento del Nord.
Il venticinquesimo giorno, il 13 novembre, Sesostri affronta di persona l'Annunciatore nella cava della Montagna Rossa e nel duello di magia che segue quest'ultimo muore bruciando vivo, maledicendo però ogni faraone che verrà dopo di lui e affermando la sua immortalità. Raggiunta Abido, Sesostri si ricongiunge con Iside, la quale accetta di passare attraverso la porta di Osiride, in modo da concluderne definitivamente i misteri. Finalmente, di fronte a una Menfi festante, Iside e un resuscitato Iker si presentano di fronte al popolo e al faraone, festeggiando e suggellando così la loro unione.

## Personaggi
- Iker: protagonista della serie.
- Sesostri III: Faraone d'Egitto. Progetterà di costruire una nuova piramide a Saqqara per tentare di placare gli dei e ridare linfa vitale all'acacia di Osiride, l'Albero della Vita.
- Sekari: amico di Iker.
- Iside: sacerdotessa al servizio di Sesostri, di cui Iker è innamorato.
- Nefti: amica di Iside, che però l'Annunciatore cercherà di irretire per i suoi scopi.
- Bina: un'asiatica al servizio dell'Annunciatore, ha ricevuto da lui i poteri della leonessa.
- Annunciatore: l'antagonista principale della tetralogia. È un potente mago che trama di distruggere l'Egitto e soppiantarlo con il Regno del Male. In questo libro egli cambia radicalmente aspetto: se nei libri precedenti era barbuto e aveva la testa coperta da un turbante, ora è completamente calvo e imberbe, essendosi egli sostituito a un temporaneo del Circolo d'Oro di Abido.
- Shab lo Storpio: un libico, servo leale dell'Annunciatore.
- Calvo: anziano sacerdote di Abido e maestro di Iside.
- Libanese: un grasso mercante che si allea indirettamente con l'Annunciatore.
- Khnumhotep: sindaco della provincia dell'Orice.
- Gehuty: governatore della provincia della Lepre.
- Sehotep: esperto scriba ed erede di una ricca famiglia, guardasigilli reale e supervisore di tutte le opere del Faraone, possiede un temperamento quasi febbrile, ma non è per nulla amato dai cortigiani.
- Senankh: amante del buon cibo, è invero uno specialista rigoroso delle finanze pubbliche, oltre che un leader intransigente, è diventato Ministro dell'Economia, gran tesoriere del regno a capo della Doppia Casa Bianca. Possiede una scarsa diplomazia, che lo porta a scontrarsi spesso con gli adulatori e i fannulloni.
- Nesmontu: un vecchio generale egizio, estremamente severo e autoritario, già fattosi onore sotto il regno di Amenemhet I, viene nominato capo delle forze armate. Disposto a qualunque cosa pur di difendere l'Egitto.
- Bega: componente del circolo di Abido, amareggiato per non essere stato nominato superiore dei permanenti del cerchio, si allea con Gergu.
- Medes: tesoriere e sacerdote temporaneo di Abido. Ha una moglie, affidata al dottor Gua, in quanto sembra affetta da gravi disturbi fisici e mentali. Si allea con l'Annunciatore, insieme a Gergu e a Bega, in quanto nonostante i suoi sforzi, il posto da lui agognato verrà preso da un altro sacerdote.
- Gergu: gaudente incallito e temibile esattore delle imposte al servizio di Medes, che considera la sua anima dannata. Adora bere e ama le donne, che considera oggetti dispensatori di piacere. Ha già divorziato per ben tre volte, tutte a causa della sua violenza. Inoltre, preferisce i viaggi via mare che sulla terraferma, in quanto lo mettono a disagio, ed è molto superstizioso, in quanto non viaggia mai senza una decina di amuleti.
- Sobek: chiamato il Protettore, è un poliziotto del corpo al servizio del Faraone. Verrà nominato responsabile dell'intera polizia del regno.
- Gua: un medico che ha in cura la moglie di Medes, in sovrappeso e forse malata di qualche malessere. Ritiene però che la donna soffra di un segreto troppo pesante da sopportare.
- Sanguigno: un molosso unitosi a Iker dal libro precedente.

## Edizioni
- Christian Jacq, I misteri di Osiride - Il grande segreto, traduzione di Giorgia Cappelli ed Elisabetta Ercolini, Mantova, Corriere della Sera, 2004,  p. 445.
- Christian Jacq, Lo scriba di Osiride - Il grande segreto, traduzione di Giorgia Cappelli ed Elisabetta Ercolini, Mantova, Tre60, 18 aprile 2019,  p. 461, ISBN 978-88-6702-491-9.
- Christian Jacq, Lo scriba di Osiride - Il grande segreto, collana Super TEA, traduzione di Giorgia Cappelli ed Elisabetta Ercolini, Milano, TEA, 16 luglio 2020,  p. 468, ISBN 978-88-5025-880-2.